# Хант, Уильям Моррис
Уильям Моррис Хант (англ. William Morris Hunt; 1824, Братлборо, Вермонт — 1879, Эпплдор, остров Саймлс, Нью-Гэмпшир) — американский художник. Мастер пейзажной и портретной живописи.

## Жизнь и творчество
Происходил из аристократической вермонтской фамилии Хантов. Был вторым из пяти детей члена американского конгресса Джонатана Ханта и его супруги Марии Джейн Левитт, представительницы одного из влиятельнейших семейств Коннектикута. После ранней смерти отца воспитывался, вместе со своими сёстрами и братьями, в Швейцарии и во Франции. В 1845 году Уильям поступает в дюссельдорфскую Художественную академию, затем изучает живопись в Вильер-ле-Бель близ Парижа, под руководством французского мастера Томаса Кутюра. В пейзажах работы У. М. Ханта сильно влияние Жана-Франсуа Милле и барбизонской школы в целом. Дом, в котором жил художник в 1850-е годы в Барбизоне, сохранился до сего дня; в настоящее время в нём расположена гостиница.
В 1855 году Уильям М.Хант возвращается на родину и открывает в Бостоне художественную школу. В обучении он практиковал выезды на этюды на природу (пленэр), как это было принято в то время во Франции, стараясь привить парижские стиль и моду к американскому художественному искусству. Среди учеников Ханта следует отметить живописца Уолтера Гая. В 1872 году во время крупного пожара в Бостоне были утрачены многие полотна и эскизы Уильяма М.Ханта, а также пять картин его учителя и друга Ж.-Ф.Милле, которые Хант в своё время привёз из Франции.
Младший брат Уильяма Ханта — крупный американский архитектор Ричард Моррис Хант.
Уильям Хант утонул во время переправы между штатами Нью-Гэмпшир и Мэн. Похоронен на острове Эпплдор-Айленд.

## Галерея

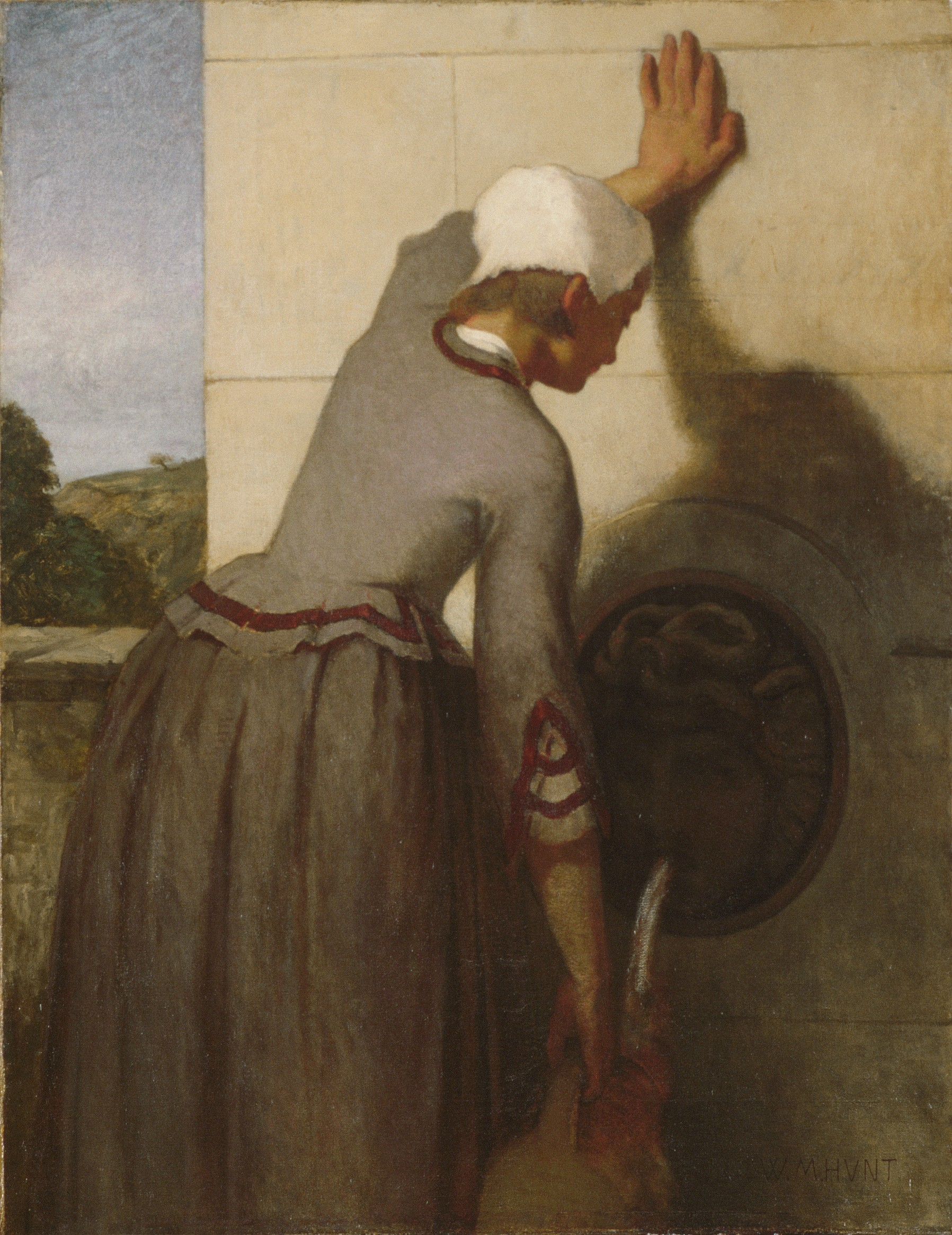
Девушка у источника (1852–1854)
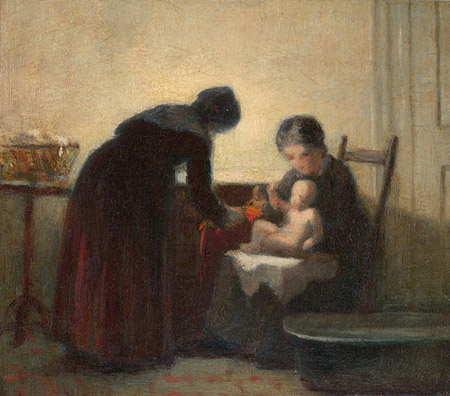
Семейный портрет (1861)
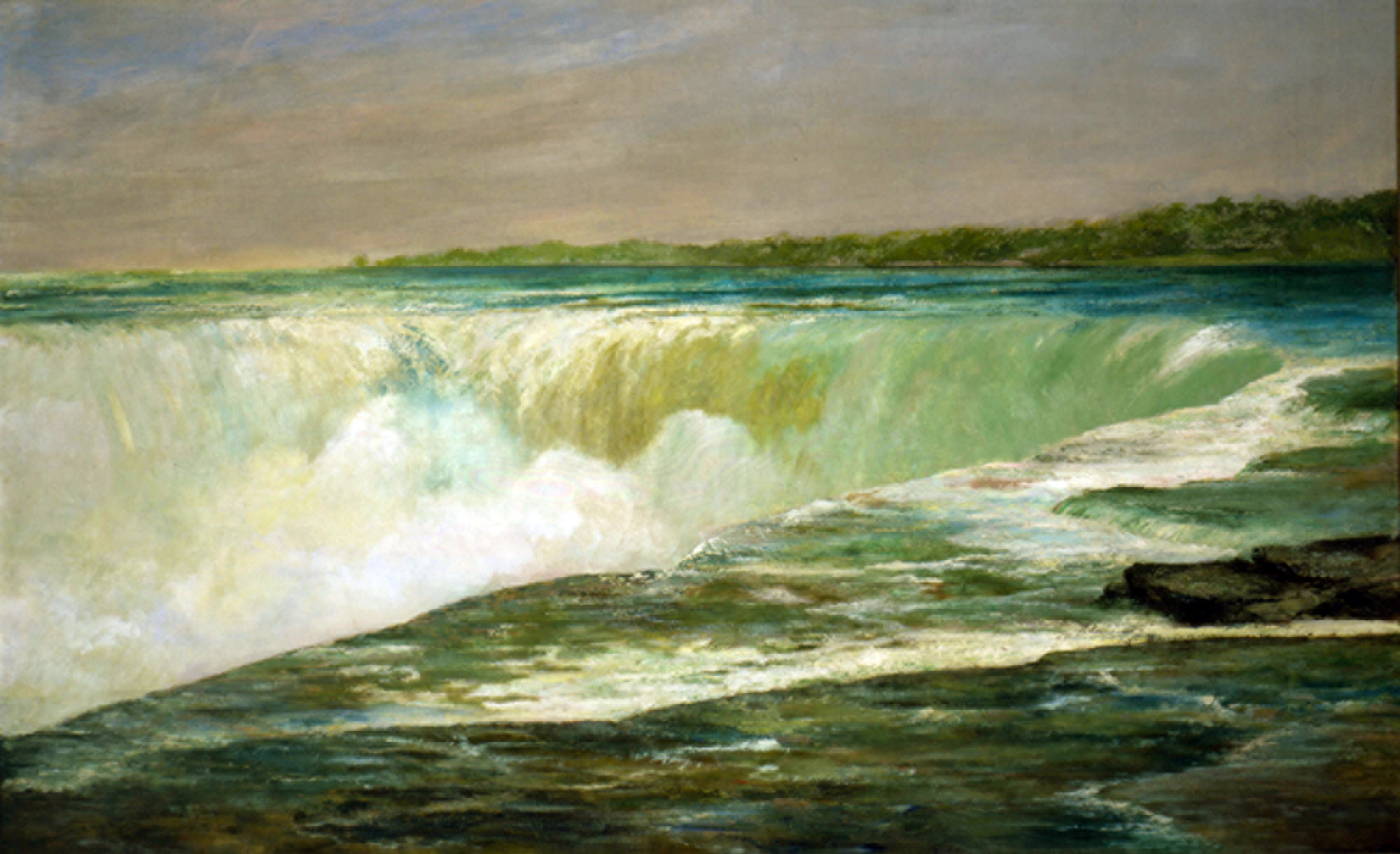
Ниагарский водопад (1878)
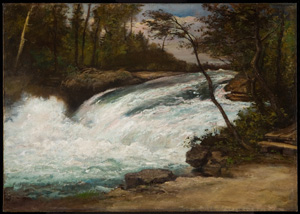
Сестринский остров, Ниагара (1878)
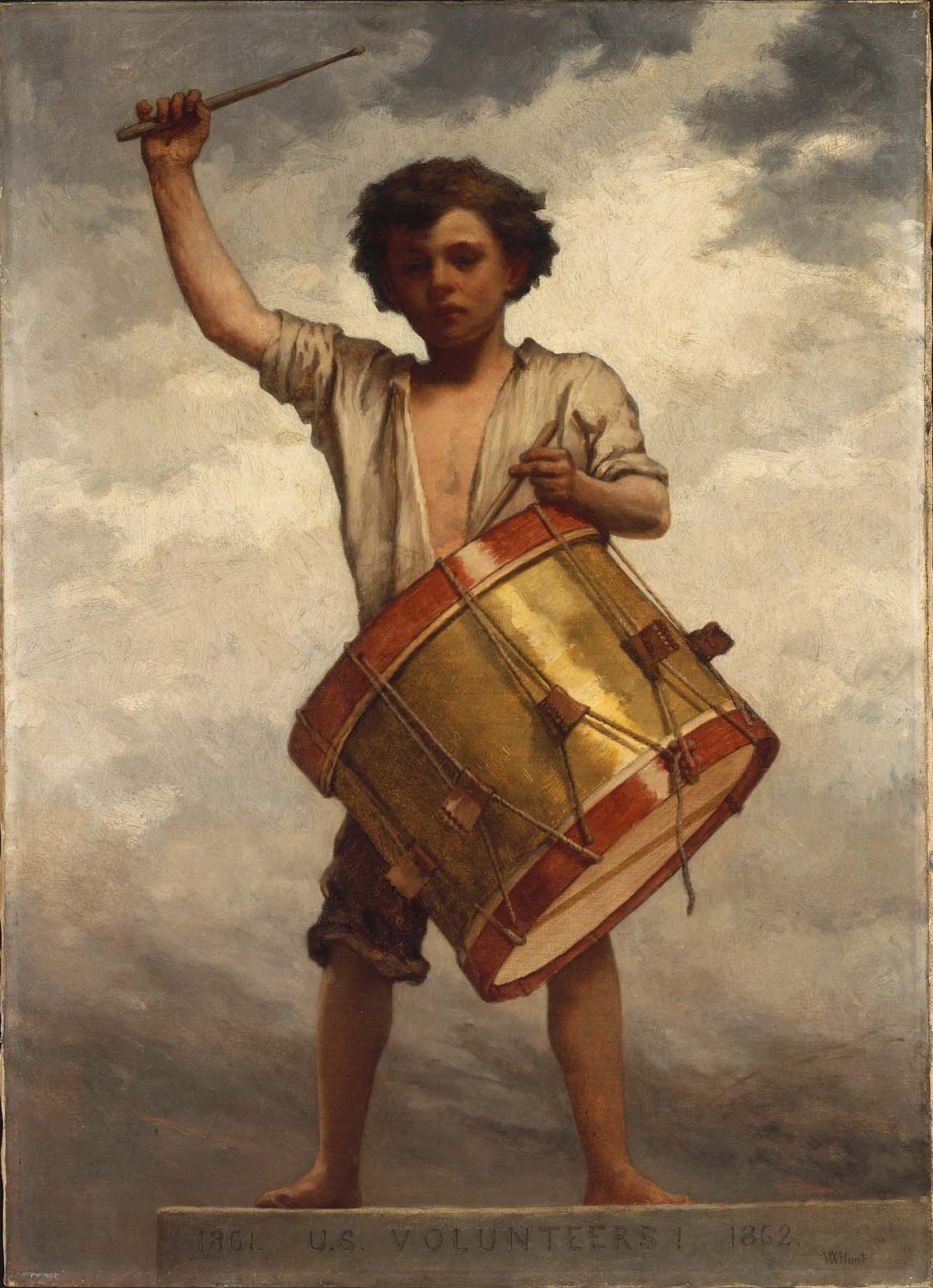
Маленький барабанщик (1862)
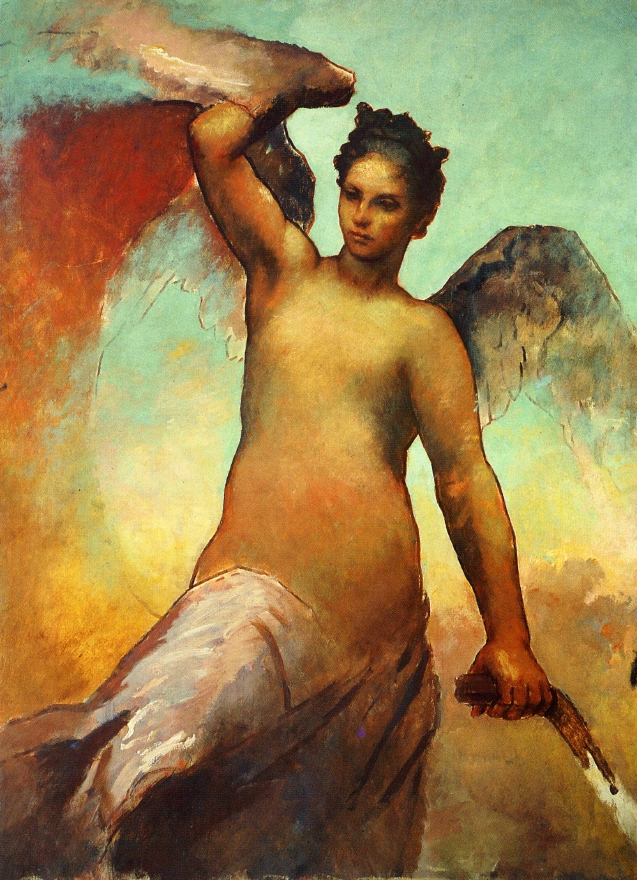
Фортуна (эскиз) (1878).

## Автобиография
- William Morris Hunt: On Painting and Drawing, Dover Publications (1976).